# Gryllacris thailandi
Gryllacris thailandi är en insektsart som beskrevs av Andrej Vasiljevitj Gorochov 2007. Gryllacris thailandi ingår i släktet Gryllacris och familjen Gryllacrididae. Inga underarter finns listade i Catalogue of Life.